# Miconia guaiquinimae
Miconia guaiquinimae är en tvåhjärtbladig växtart som beskrevs av John Julius Wurdack. Miconia guaiquinimae ingår i släktet Miconia och familjen Melastomataceae. Utöver nominatformen finns också underarten M. g. angustifolia.